# Miklós Horthy Junior
Miklós Horthy de Nagybánya II (în maghiară, Horthy Miklós); n. 14 februarie 1907 – d. 28 martie 1993 a fost fiul cel mai mic al regentului maghiar Miklós Horthy, și, până la sfârșitul celui de-al doilea război mondial, un politician. După moartea fratelui său mai mare, István, în 1942, Miklós Jr. a căpătat o importanță mai mare în guvernul tatălui său și a sprijinit eforturile sale de a încheia implicara țării alături de Puterile Axei. La 15 octombrie 1944 a fost răpit de un comando german condus Otto Skorzeny, și amenințat cu moartea dacă tatăl său nu se predă. Acesta s-a supus, și amândoi au supraviețuit războiului .
Au fost exilați în Portugalia, unde a și murit, la Lisabona, în 1993. A avut două fiice, Zsófia (născută în 1928) și Nicolette (născută în 1929).